# 哈拉米略 (奇里基省)
哈拉米略是巴拿马奇里基省博克特区的一个城市。 该市面积为77.5平方（29.9平方英里），2010年时人口为2,655，故其人口密度为34.3名居民每平方（89名居民每平方英里）。哈拉米略设立于1998年7月29日。  2000年时该市人口为2,047人。